# IRON FISTタッグトーナメント
IRON FIST TAG TOURNAMENT（アイアンフィストタッグトーナメント）は、プロレスリングBASARAが主催するタッグチームによるトーナメントの大会である。。優勝チームにはIRON FIST（鋼鉄の拳）の形のトロフィーが贈呈される。

## 第１回大会
内容
2016年10月5日新木場大会から開催し2016年10月29日の横浜ラジアントホール大会で準決勝・決勝戦が行われる。全戦時間無制限一本勝負。

### 参加チーム
- - 関根龍一＆中津良太
  - 竜剛馬（控）＆政宗
  - 風戸大智＆河村知哉
  - トランザム★ヒロシ＆SAGAT
  - 岩本煌史＆阿部史典
  - FUMA＆久保佑允　※準優勝
  - 日高郁人＆ショーン・ギネス
  - 木高イサミ＆塚本拓海　※優勝